# Évariste Régis Huc
Évariste Régis Huc (1. srpna 1813, Caylus (Francie) – 26. března 1860, Paříž) byl francouzský misionář známý především díky svým cestám do Tibetu, Číny a Tatarska. Huc společně se svým druhem Josephem Gabetem byli prvními Evropany, kteří navštívili Lhasu od dob Thomase Manninga (ten ve Lhase pobýval v letech (1811–1812)). Huc o svých cestách napsal cestopis, který několikrát vyšel i v českém jazyce.

## Život
Huc se narodil v malé vesnici Caylus ve francouzském departementu Tarn-et-Garonne. Ve věku čtyřiadvaceti let vstoupil mezi pařížské lazaristy. Krátce po své ordinaci v roce 1839 byl vyslán do Číny, aby tam vykonával práci misionáře. Zhruba 18 měsíců však ještě strávil v Macau, kde se intenzivně připravoval na misionářskou práci, což zahrnovalo především studium čínského jazyka. Po této přípravě začal se samotnou křesťanskou misií, a to nejdříve v jižních oblastech Číny. Za nějaký čas poté se přesunul do severněji ležícího Pekingu, kde získal hlubší znalosti čínštiny. Poté se vydal dále na sever (okolo 480 kilometrů severně od Pekingu) až na samotnou hranici Číny s Mongolskem, kde se věnoval studiu dialektů a zvyků Tatarů, pro jejichž potřeby přeložil i několik náboženských textů.

### Cesta do Tibetu
Huc měl v úmyslu cestovat z Číny dále do tibetské Lhasy, odkud zamýšlel putovat do Indie. V roce 1844 se s dalším lazaristou Josephem Gabetem a mladým Dahurem, který konvertoval ke křesťanství, vydali z Duolunu do Lhasy. Jelikož byl tehdy vstup do Lhasy cizincům zakázán, malá skupina cestovala v převleku za tibetské lámy. Po překročení Žluté řeky muži museli přejít rozsáhlé oblasti pouště Ordos ve Vnitřním Mongolsku. Po těžkých útrapách se jim podařilo dosáhnout Kan-su a jít dále, až se jim v lednu 1845 podařilo dojít na čínskou hranici, kde strávili nějaký čas studiem tibetského jazyka, buddhistické literatury a pobytem v klášteře Kumbum.
Poté se vydali na další cestu. Po překročení pouštních oblastí Čching-chaje došli k jezeru Kukunor s ostrovem s meditujícími lámy. Po namáhavé a vyčerpávající cestě skrz sněhem pokryté hory se jim podařilo 29. ledna 1846 dosáhnout Lhasy. Ve Lhase byli přijati tibetským regentem a bylo jim dovoleno zřídit ve Lhase malou kapli. Než však mohli začít se samotnou misií mezi lhasskými obyvateli, byli 26. února ze Lhasy za doprovodu stráží vyhoštění. Vyhostit je nechal čínský amban Čchi-šan v důsledku politických bojů během první opiové války. Huc, Gabet a mladý láma se tak vydali na zpáteční cestu, Kantonu dosáhli v září 1846. O měsíc později zakončili svou cestu v Macau.

### Zpět v Evropě
V roce 1852 se Huc vrátil zpět do Evropy a již následujícího roku vystoupil z řádu lazaristů. Již dva roky před jeho návratem však ve Francii vyšla jeho cestopisná kniha pod názvem Souvenirs d'un voyage dans la Tartarie, le Thibet, et la Chine pendant les années 1844, 1845 et 1846. Roku 1951 se objevila anglická verze spisu, roku 1855 vyšla kniha v Lipsku německy. Následovaly holandské, španělské, italské, švédské a ruské překlady. V českém jazyce tento spis vyšel poprvé roku 1887 pod názvem Cesty missionářské, které Mongolskem, Tibetem a říší Čínskou vykonali Huc a Gabet, kněží kongregace sv. Lazara v Paříži. Dílo pak vyšlo v českém překladu ještě několikrát, naposledy v roce 2002 pod názvem Putování Tibetem l.p. 1845–1846 v překladu Václava Durycha. Tento cestopis patřil mezi nejmilejší knihy (a byl také zdrojem inspirace) mladého Jaroslava Haška.

## Dílo
- Hucovy dopisy a paměti z cest se objevily v Annales de la propagation de la foi a Annales de la Congrégation de la Mission, (1847–1850). Další sbírka 76 Gabetových a 98 Hucových dopisů doplněných o poznámky se objevila v knize Jacqueline Thevenet, Joseph Gabet, Évariste Huc: Lettres de Chine et d'ailleurs, 1835–1860, Paris, Les Indes Savants (2005) ISBN 2-84654-084-5
- Souvenirs d'un voyage dans la Tartarie, le Thibet, et la Chine pendant les années 1844, 1845 et 1846, 2 vols., Paris, A. LeClère & Co. (1850); reprint (1992); Édition électronique intégrale du livre du Père Huc sur le site de l'Université du Québec à Chicoutimi (in French)Omnibus (2001)] ISBN 81-206-0802-X.
- L'Empire Chinois 2 vols., Paris (1854); The Chinese Empire, forming a sequel to recollections of a journey through Tartary and Thibet. tr. Mrs. Percy Sinnett. London, Longmans (1855).
- Christianity in China, Tartary and Thibet, 3 vols., London, Longman, etc., (1857—1858). Le Christianisme en Chine, 4 vols., Paris (1857—1858).
- Huc, Evariste Regis (1855). The Chinese Empire: forming a sequel to the work entitled "Recollections of a journey (Vol. 1) London: Longman, Brown, Green,and Longmans. -University of Hong Kong Libraries, Digital Initiatives, China Through Western Eyes
- Huc, Evariste Regis (1855). The Chinese Empire: forming a sequel to the work entitled "Recollections of a journey (Vol.2) London: Longman, Brown, Green,and Longmans. -University of Hong Kong Libraries, Digital Initiatives, China Through Western Eyes
- Huc, Evariste Regis (1857-58). Christianity in China, Tartary and Thibet (Vol. 1) London: Longman, Brown, Green. -University of Hong Kong Libraries, Digital Initiatives, China Through Western Eyes
- Huc, Evariste Regis (1857-58). Christianity in China, Tartary and Thibet (Vol. 2) London: Longman, Brown, Green. -University of Hong Kong Libraries, Digital Initiatives, China Through Western Eyes
- Huc, Evariste Regis (1857-58). Christianity in China, Tartary and Thibet (Vol.3) London: Longman, Brown, Green. -University of Hong Kong Libraries, Digital Initiatives, China Through Western Eyes

### Česká vydání

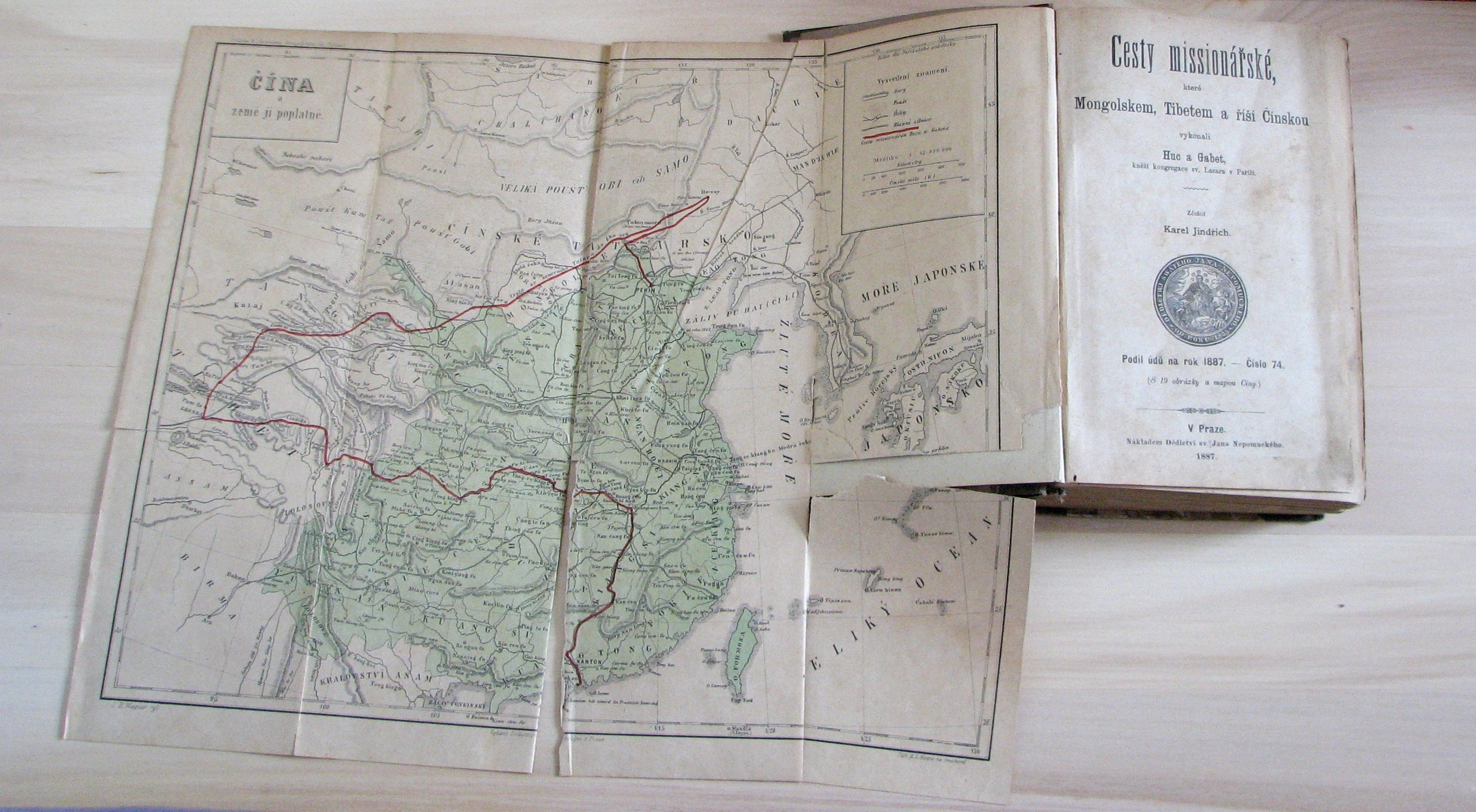
První české vydání

- Cesty missionářské, které Mongolskem, Tibetem a říší Čínskou vykonali Huc a Gabet, kněží kongregace sv. Lazara v Paříži, přeložil Karel Jindřich, Praha: Dědictví sv. Jana Nepomuckého 1887.
- Cesta do Lhasy, kterou se svým druhem P. Josephem Gabetem v letech 1844 až 1846 vykonal a podle vzpomínek vypsal P. Evariste-Régis Huc někdejší misionář v říši Čínské, přeložil Václav Durych, Praha: Mladá fronta 1971. S úvodem Josefa Kolmaše.
- Putování Tibetem l.p. 1845–1846, přeložil Václav Durych, Praha: Argo 2002. S předmluvou a poznámkami Josefa Kolmaše.